# Tentativa de golpe de Estado em Angola em 1977
A tentativa de golpe de Estado em Angola em 1977, também chamada de Golpe de Nito Alves, foi uma tentativa fracassada do Ministro da Administração Interna angolano, Nito Alves, líder do movimento Fraccionista, de derrubar o governo de Agostinho Neto. Aconteceu em 27 de maio de 1977.

## Antecedentes
A partir de 1974, Nito Alves, posteriormente o Ministro da Administração Interna do novo Estado angolano, havia se tornado um membro poderoso da direção do Movimento Popular de Libertação de Angola (MPLA).
O movimento Fraccionista de Nito Alves dentro do MPLA tornou-se um grande desafio ao poder de Agostinho Neto a partir do final de 1975 e início de 1976. Alves visitou a União Soviética entre os meses de fevereiro e março de 1976 convencendo-se da necessidade de implantação da linha marxista-leninista e do modelo soviético no programa do partido e nas políticas de Estado. Ao voltar, os discursos de Alves tornaram-se extremamente inflamados contra as políticas socioeconômicas e governamentais, adotando, particularmente, uma midiática retórica racista contra uma suposta elite branco-mestiça que dominaria as estruturas partidárias e estatais. Neto começou a suspeitar do poder crescente de Alves e procurou neutralizá-lo e a seus seguidores, os nitistas. Concluiu-se que nitistas estavam à causar rupturas e a dividir o partido já em 1976. Neste ponto, Alves e José Jacinto Van-Dúnem, seu aliado político e antigo membro do Estado-Maior das Forças Armadas Populares de Libertação de Angola (FAPLA), começaram a planejar um golpe de Estado contra Neto.

## Tentativa de golpe
Na madrugada de 27 de maio de 1977 (sexta-feira), Nito Alves liderou um movimento popular de protesto que se dirigiu para o Palácio Presidencial, supostamente para apelar ao Presidente Neto para que tomasse uma posição contra uma suposta conspiração ou "santa aliança" entre a social-democracia e o maoísmo que estavam a definir os rumos do MPLA, defendendo que se alterasse essa tendência com o retorno à linha marxista-leninista pura.
Paralelamente as dirigentes do destacamento feminino das FAPLA Virinha da Conceição e Nandy Delfim dirigem o assalto à cadeia de São Paulo, onde se encontrava, em visita de inspeção, Helder Ferreira Neto, chefe dos Serviços de Informação e Análise (INFANAL) das FAPLA, órgão paralelo à Direção de Informação e Segurança de Angola (DISA). Para tentar impedir o ataque, Helder Ferreira Neto liberta alguns presos e entrega-lhes armas para o ajudarem a defender a cadeia. O combate é renhido, mas os rebeldes conseguem libertar mais de 150 detidos, dentre eles os líderes nitistas Pedro Santos e Galiano da Silva. Helder Ferreira Neto acaba por morrer em confronto com as tropas de Virinha da Conceição e Nandy Delfim.
Já Luís dos Passos, num jipe com seis militares, dirigiu a tomada da Rádio Nacional de Angola, onde anunciaram o golpe, autodenominando-se "Comitê de Ação do MPLA — Unidade FAPLA-Povo". Os Nitistas pediram aos cidadãos que mostrassem seu apoio ao golpe fazendo uma manifestação em frente ao Palácio Presidencial. O presidente Agostinho Neto, porém, havia transferido sua base de operações do Palácio para o Ministério da Defesa assim que foi iniciado o levante. Segundo o ex-delegado brasileiro Cláudio Guerra relatou em seu livro Memórias de uma Guerra Suja, o atentado a bomba que precedeu a tomada da Rádio Nacional e que matou integrantes da cúpula do MPLA presentes na rádio foi executado por ele e mais dois policiais brasileiros, todos integrantes da extrema-direita brasileira, que haviam sido enviados em missão secreta a Angola, demonstrando possível aliança dos setores Fraccionistas com forças reacionárias internacionais. Nos musseques, Sita Valles e José Jacinto Van-Dúnem incitam os operários e os populares à revolta.
Ainda pela manhã, o Ministro das Finanças e major Saíde Mingas, um dos irmãos de Rui Mingas, fiel a Agostinho Neto e um dos alvos da tentativa de golpe, estava indo em direção ao Ministério da Defesa quando decide reunir e liderar um grupo de soldados para tentar retomar o quartel da 9ª Brigada e controlar as tropas em motim. Foi preso por elementos nitistas da DISA e levado com Eugénio Nzaji e outros militares contrários à revolta para o musseque Sambizanga, onde são, posteriormente, queimados vivos. Tanto Saíde Mingas quanto Eugénio Nzaji eram membros do Conselho da Revolução. Curiosamente o irmão de Saíde Mingas, José "Zé" Rodrigues Mingas, comandante policial da DISA, era apoiador e um dos principais agentes de informação do grupo nitista. Zé Mingas não tinha conhecimento dos planos dos membros nitistas da DISA de sequestrar e matar seu próprio irmão, e acabou morto na violenta repressão estatal à tentativa de golpe.
Tropas das Forças Armadas de Cuba, leais a Neto, retomaram a região do Palácio cerca de 11h00. A resposta do Governo, liderada por Henrique Onambwé, diretor-adjunto da DISA, dá-se por volta do meio-dia, quando consegue reagrupar as FAPLA e, com a ajuda das tropas cubanas, marcham até a estação da Rádio Nacional de Angola. Os soldados retomam a cadeia e a rádio e dispersam os manifestantes em outras zonas da cidade, abafando-se assim o golpe. Essa primeira resposta militar conclui-se por volta das 13h30. Enquanto a força cubana recapturava o Palácio e a estação de rádio, os Nitistas conseguiram interceptar os veículos dos membros do Conselho da Revolução Paulo Mungungo Dangereux, Bula Matadi e Eurico Manuel Correia Gonçalves, que se dirigiam para debelar os confrontos, sendo assassinados queimados vivos nos carros na metade da tarde.
Pelas 17 horas, a cidade já está controlada, e os manifestantes procuram refúgio. No musseque do Sambizanga, são queimados, vivos, os militares leais ao governo que haviam sido capturados pelos nitistas, conseguindo fugir ileso somente o comandante militar Ciel da Conceição Gato. No final da tarde a tentativa de golpe já tinha sido debelada na cidade de Luanda e os organismos de repressão entram nas zonas rebeldes da capital em busca dos participantes da intentona. Na Rádio Nacional, Agostinho Neto resume os acontecimentos que, por poucas horas, abalaram Luanda e complementa que os Fraccionistas "terão de fazer um grande trabalho de reabilitação para poderem regressar às fileiras do Movimento como dirigentes".
Com o poder governamental precariamente restabelecido em Luanda, foi imposto o recolher obrigatório com início ao pôr do sol e a terminar ao nascer do sol, realizado com a ajuda de barreiras de rua por toda a cidade. Cubanos, em tanques e blindados, guardavam os edifícios públicos. A DISA, sob comando de Ludy Kissassunda e Henrique Onambwé, começou as buscas às casas à procura dos líderes Nitistas ainda na noite de 27 de maio.
Numa última tentativa de levar o golpe em frente, ao final da tarde surge um atentado contra Agostinho Neto, levado a cabo pelo seu segurança particular e organizado por Nito Alves. Neto escapa ileso, mas fica abalado com os acontecimentos e pouco tempo depois, num discurso mais agressivo, afirmou: "Não haverá contemplações. Não há mais tolerância. Nós vamos proceder de uma maneira firme, e dura".

## Purga posterior
O governo do MPLA prendeu dezenas de milhares de suspeitos de associação ao nitismo de maio a novembro de 1977 e ao longo dos anos de 1978 e 1979 e julgou-os em tribunais secretos. Os culpados, incluindo Nito Alves, José Jacinto Van-Dúnem, Sita Valles, David Minerva Machado, Arsénio Totó Sihanouk, Jacob Monstro Imortal e Eduardo Ernesto Bakalof, foram mortos e enterrados em valas secretas. Estima-se que pelo menos 2.000 seguidores (ou supostos seguidores) de Nito Alves foram mortos na repressão estatal, com algumas estimativas chegando a 40.000 mortos.